# 島根県道162号大社立久恵線
島根県道162号大社立久恵線（しまねけんどう162ごう たいしゃたちくえせん）は、島根県出雲市を通る一般県道である。

## 概要
出雲市大社町北荒木から出雲市乙立町に至る。

### 路線データ
- 起点：出雲市大社町北荒木（北荒木交差点、島根県道161号斐川出雲大社線交点）
- 終点：出雲市乙立町（乙立交差点、国道184号交点）

## 路線状況
出雲市芦渡町 - 出雲市乙立町間は細い山道が続くため大型車の通行は困難。普通車でも路肩が弱く、離合箇所やガードレールがないため避けたほうが無難。このため、島根県道39号湖陵掛合線才谷トンネルが整備されてからは、そちらを通るルートの方が一般的である。
出雲市高松町の一部区間（神門橋（かんどばし）北方交差点 - 高松駅前橋交差点）についても、案内標識に「大型車通行不可」という表記が見られる。この区間は狭隘ではないが、道幅から大型車の通行はきわめて難しい。また、JR西日本大社線 旧出雲高松駅付近（主として高松駅前橋交差点付近）では出口が非常に狭いため、いずれにしても大型車の通行には適さない。
起点（出雲市大社町北荒木・北荒木交差点）から出雲市松寄下町・高松中央橋交差点までの区間は、島根県道161号斐川出雲大社線の一部（出雲市大社町杵築東・国道431号交点 - 北荒木交差点）、出雲市道G319号高松319号線（高松中央橋交差点 -  出雲市白枝町・白枝西交差点）、出雲市道G294号高松294号線（白枝西交差点 - 出雲市白枝町・白枝交差点）とともに「大社街道」と通称されている．この大社街道がかつての島根県道28号出雲大社線の現道であった。かつては出雲市中心部から出雲大社に向かうメインルートであったが、現在は国道431号・島根県道28号出雲大社線現道の整備により交通量が分散された。JR西日本山陰本線 出雲市駅と出雲大社間を結ぶ路線バス（一畑バス）は、現在でも高松中央橋以西は大社街道を通るルートを中心に運行されている。

### 通称
- 大社街道

### 重複区間
- 島根県道351号出雲路自転車道線（出雲市松寄下町）
- 国道9号（出雲市高松町・神戸橋（かんどばし）北方交差点 - 出雲市神門町（かんどちょう）・神門交差点）
- 簸川南広域農道（出雲市芦渡町）

### 道路施設

#### 橋梁
- 八幡橋（新内藤川、出雲市）
- 明川橋（赤川、出雲市）
- 神戸橋（神戸川、出雲市、国道9号重複区間内）
- 花月橋（十間川、出雲市）
- 乙立橋（神戸川、出雲市）

## 地理

### 通過する自治体
- 出雲市

### 交差する道路
| 交差する道路                                                       | 交差する場所           | 交差する場所                   |
| ------------------------------------------------------------------ | ---------------------- | ------------------------------ |
| 島根県道161号斐川出雲大社線                                        | 大社町北荒木           | 北荒木交差点 / 起点            |
| 島根県道351号出雲路自転車道線 重複区間起点                         | 松寄下町               |                                |
| 島根県道351号出雲路自転車道線 重複区間終点                         | 松寄下町               | 高松中央橋交差点               |
| 島根県道279号外園高松線                                            | 高松町                 | 高松駅前橋交差点               |
| 国道9号 重複区間起点 島根県道28号出雲大社線                        | 高松町                 | 神戸橋（かんどばし）北方交差点 |
| 国道9号 重複区間終点                                               | 神門町（かんどちょう） | 神門交差点                     |
| 島根県道199号西出雲停車場線 島根県道277号多伎江南出雲線 重複       | 知井宮町               | 栄丁交差点                     |
| 島根県道277号多伎江南出雲線 / バイパス 島根県道337号出雲インター線 | 西新町3丁目            | 浅柄橋交差点                   |
| 簸川南広域農道 / 出雲ロマン街道 重複区間起点                       | 芦渡町                 |                                |
| 簸川南広域農道 / 出雲ロマン街道 重複区間終点                       | 芦渡町                 |                                |
| 国道184号                                                          | 乙立町                 | 乙立交差点 / 終点              |

### 交差する鉄道
- 山陰本線

### 沿線
- 島根県立大社高等学校
- JR西日本大社線 廃線跡地
- 島根県立浜山公園
- 出雲市立浜山中学校
- 出雲市立高松小学校
- 平成スポーツ公園
- JR西日本山陰本線 西出雲駅
- 乙立郵便局
- 立久恵峡